# Чола (горный хребет)
Горы Чола (кит. трад. 雀兒山, упр. 雀儿山, пиньинь Què'ér shān, палл. Цюээр шань) — горный хребет на западе Китая, северный отрог хребта Шалулишань.

## География
Хребет тянется с северо-запада на юго-восток по уезду Деге провинции Сычуань. Высочайшая точка — гора Чола (6168 м).
Горы Чола являются водоразделом между реками Ялунцзян (к востоку от хребта) и Цзиньшацзян (к западу от хребта).

## История
На юго-западных склонах хребта Чола в течение 1300 лет располагалось тибетское княжество Деге. Оно покровительствовало буддизму, и здесь находилось много монастырей, являвшихся центрами движения Риме.